# WrestleMania 35
WrestleMania 35 – trzydziesta piąta gala wrestlingu z cyklu WrestleMania wyprodukowana przez federację WWE dla zawodników z brandów Raw, SmackDown i 205 Live. Odbyła się 7 kwietnia 2019 w MetLife Stadium w East Rutherford w stanie New Jersey. Emisja była przeprowadzana na żywo za pośrednictwem WWE Network oraz w systemie pay-per-view.
Na gali odbyło się szesnaście walk, w tym cztery podczas pre-show. W walce wieczoru, Becky Lynch pokonała Raw Women’s Champion Rondę Rousey i SmackDown Women’s Champion Charlotte Flair w Winner Takes All Triple Threat matchu i wygrała oba tytuły. W głównej walce brandu SmackDown, Kofi Kingston pokonał Daniela Bryana, zdobywając swoje pierwsze WWE Championship, a w otwierającym galę pojedynku, który był główną walką brandu Raw, Seth Rollins pokonał Brocka Lesnara i wygrał swoje pierwsze Universal Championship. Podczas gali odbyły się również finałowe walki dwóch doświadczonych wrestlerów: Kurt Angle przegrał pożegnalną walkę z Baronem Corbinem, a Batista przegrał w No Holds Barred matchu z Triple H’em i zakończył karierę po gali.

## Produkcja

### Przygotowania

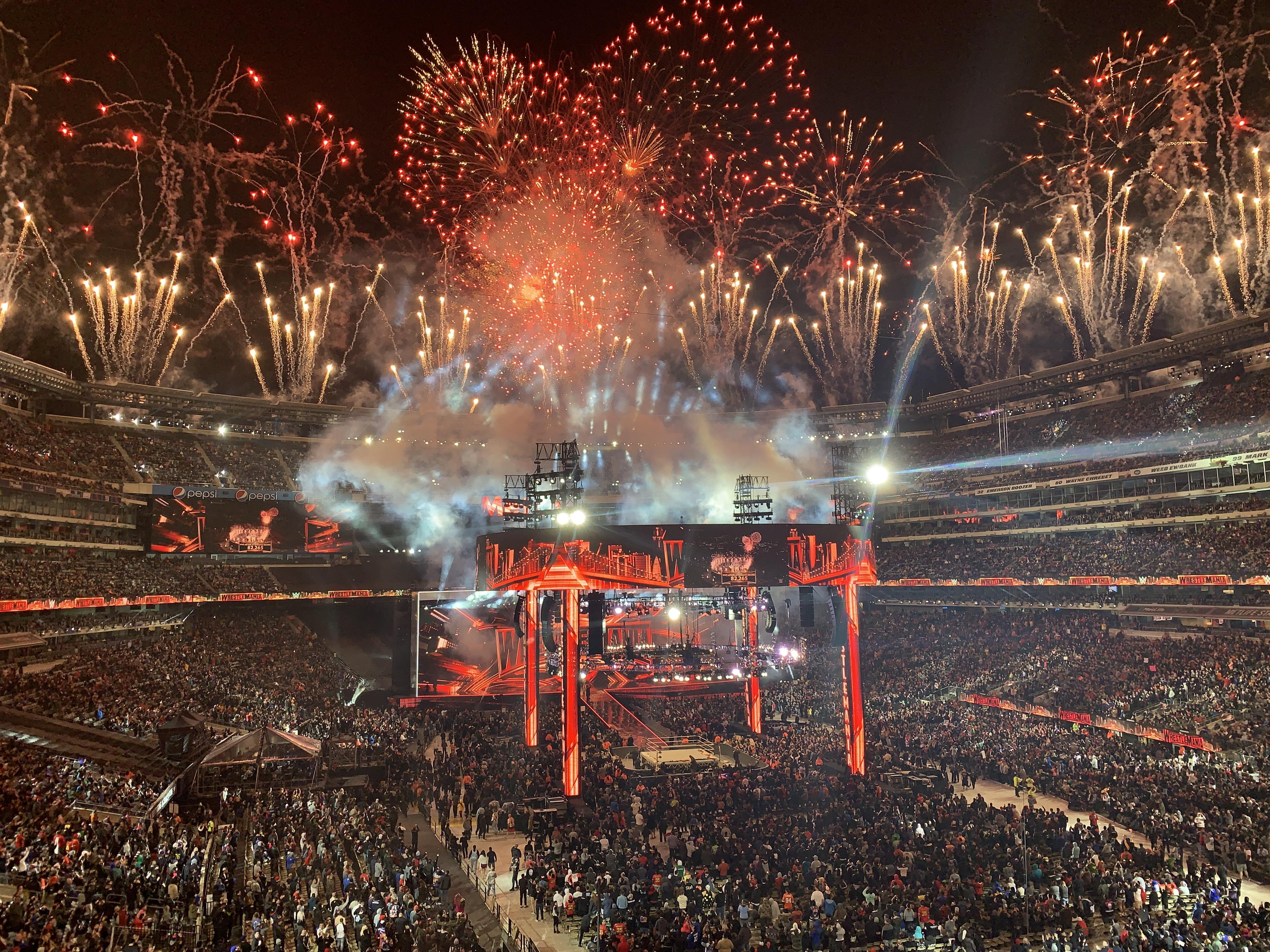
Arena WrestleManii 35.

WrestleMania jest sztandarowym cyklem gal pay-per-view federacji WWE, potocznie nazywa się ją Super Bowlem rozrywki sportowej. Cykl rozpoczął się wraz z pierwszą galą, 31 marca 1985. WrestleMania 35 była trzydziestą piątą galą chronologii, drugą organizowaną w MetLife Stadium w East Rutherford (po WrestleManii 29 z 2013). Sprzedaż biletów na wydarzenie rozpoczęła się 29 października 2018, natomiast specjalne pakiety podróżne sprzedawane były od 16 listopada. 11 marca na odcinku Raw potwierdzono, że wrestlerka Alexa Bliss poprowadzi WrestleManię 35. Na następnym odcinku, Elias ogłosił, że będzie miał występ muzyczny na gali.
WrestleMania oferowała walki profesjonalnego wrestlingu z udziałem wrestlerów należących do brandów Raw i SmackDown. Oskryptowane rywalizacje (storyline’y) kreowane były podczas cotygodniowych gal Raw, SmackDown Live oraz ekskluzywnej dla dywizji cruiserweight 205 Live. Wrestlerzy są przedstawieni jako heele (negatywni, źli zawodnicy i najczęściej wrogowie publiki) i face’owie (pozytywni, dobrzy i najczęściej ulubieńcy publiki), którzy rywalizują pomiędzy sobą w seriach walk mających budować napięcie. Kulminacją rywalizacji jest walka wrestlerska lub ich seria.
28 marca ogłoszono, że amerykańska artystka Yolanda Adams zaśpiewa „America the Beautiful” na początku show. Oficjalnymi motywami muzycznymi gali były „Love Runs Out” autorstwa OneRepublic i „Work” autorstwa Chrisa Classica. Była też piosenka przewodnia na main event, „White Flag” autorstwa Bishop Briggs. Ogłoszono także że Joan Jett wykona swój motyw „Bad Reputation” podczas wejścia Rondy Rousey.

### Rywalizacje

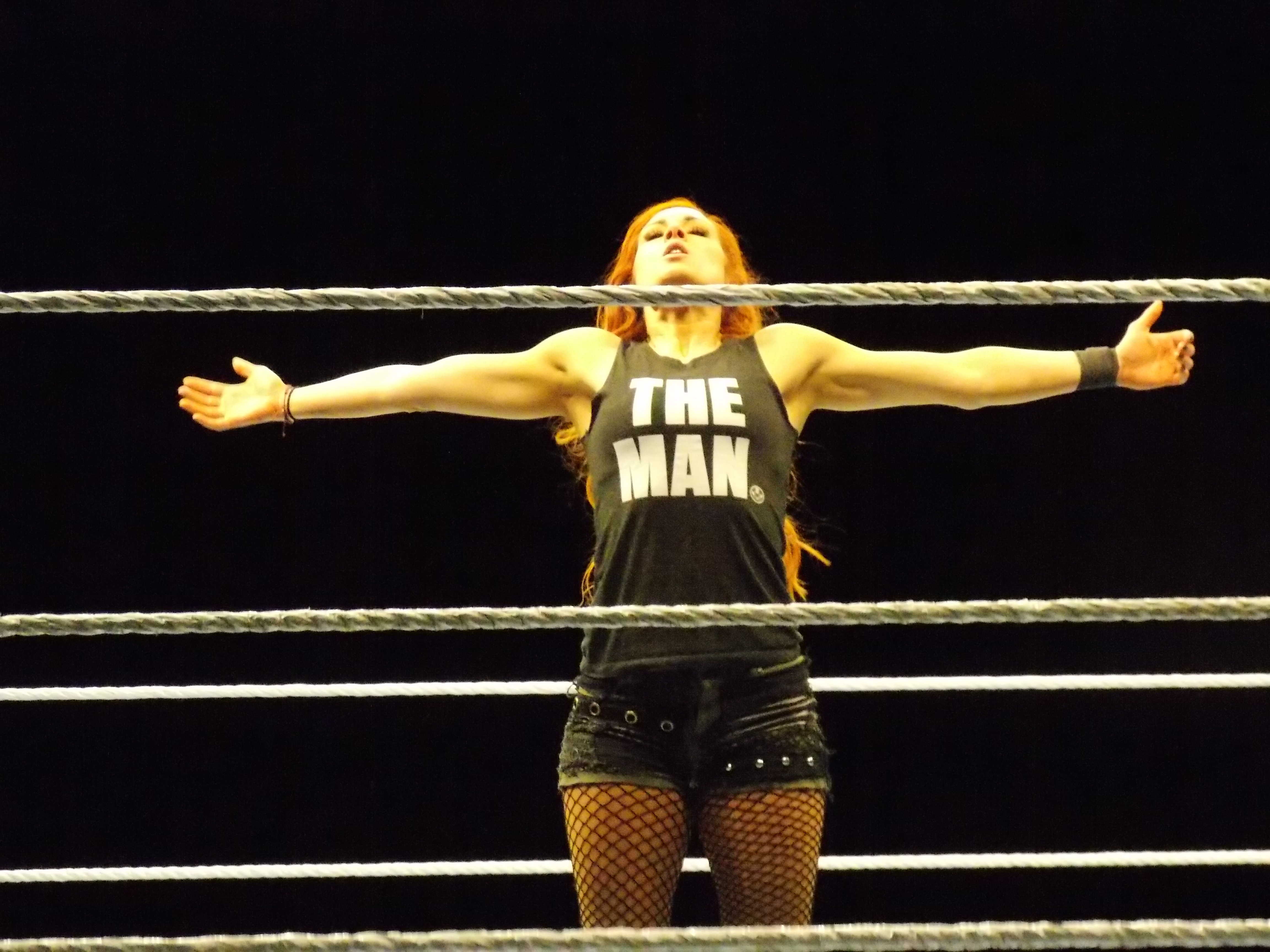
Zwyciężczyni żeńskiego Royal Rumble matchu 2019 Becky Lynch i po wygranej wyzwał do walki Rondę Rousey o Raw Women’s Championship na WrestleManii 35. Ona została zastąpiona przez Charlotte Flair, ale ponownie została dodana do walki, który stał się walką Winner Takes All po tym jak Flair wygrała SmackDown Women’s Championship.

Na SummerSlam, Becky Lynch i Charlotte Flair brały udział w Triple Threat matchu o SmackDown Women’s Championship z broniącą tytułu Carmellą, który wygrała Flair. Następnie Lynch zaatakowała Flair, kończąc ich przyjaźń. Lynch pokonała Flair w walce o mistrzostwo na gali Hell in a Cell i z powodzeniem obroniła swój tytuł przeciwko Flair w Last Woman Standing matchu na inauguracyjnym pay-per-view dla wszystkich kobiet Evolution. Na Survivor Series Lynch pierwotnie miała zmierzyć się z Rondą Rousey z Raw w walce bez tytułu na szali, ale została zastąpiona przez Flair z powodu prawdziwej kontuzji; podczas walki Flair brutalnie zaatakowała Rousey bronią. Rousey następnie ingerowała w Tables, Ladders and Chairs matchu o mistrzostwo pomiędzy Lynch, Flair i Asuką podczas gali o tej samej nazwie, co kosztowało walkę zarówno Lynch, jak i Flair. Lynch nie udało się odzyskać tytułu na Royal Rumble, ale wygrała Royal Rumble match kobiet przez ostatnią eliminację Flair, pomimo kontuzji własnego kolana, i zdecydowała się zmierzyć z Rousey o Raw Women’s Championship na WrestleManii. Lynch została następnie zawieszona za odmowę badania lekarskiego na jej kolanie. Jednak po uzyskaniu medycznego oczyszczenia, Vince McMahon zawiesił ją ponownie i przedstawił Flair jako przeciwniczkę Rousey na WrestleManii. W ciągu następnych tygodni Lynch nadal naruszała swoje zawieszenie i atakowała zarówno Rousey, jak i Flair, dopóki zawieszenie nie zostało zniesione. Na Fastlane, Lynch pokonała Flair przez dyskwalifikację, gdy Rousey zaatakowała Lynch. Zgodnie z założeniem, Lynch została ponownie dodana do walki o mistrzostwo na WrestleManii, aby uczynić go Triple Threat matchem. Po tym, jak Flair pokonała Asukę o SmackDown Women’s Championship, walka na WrestleManii została zrobiona na Winner Takes All z obydwoma tytułami na szali. Walka została również potwierdzona jako pierwsza w historii walka kobiet w walce wieczoru WrestleManii.

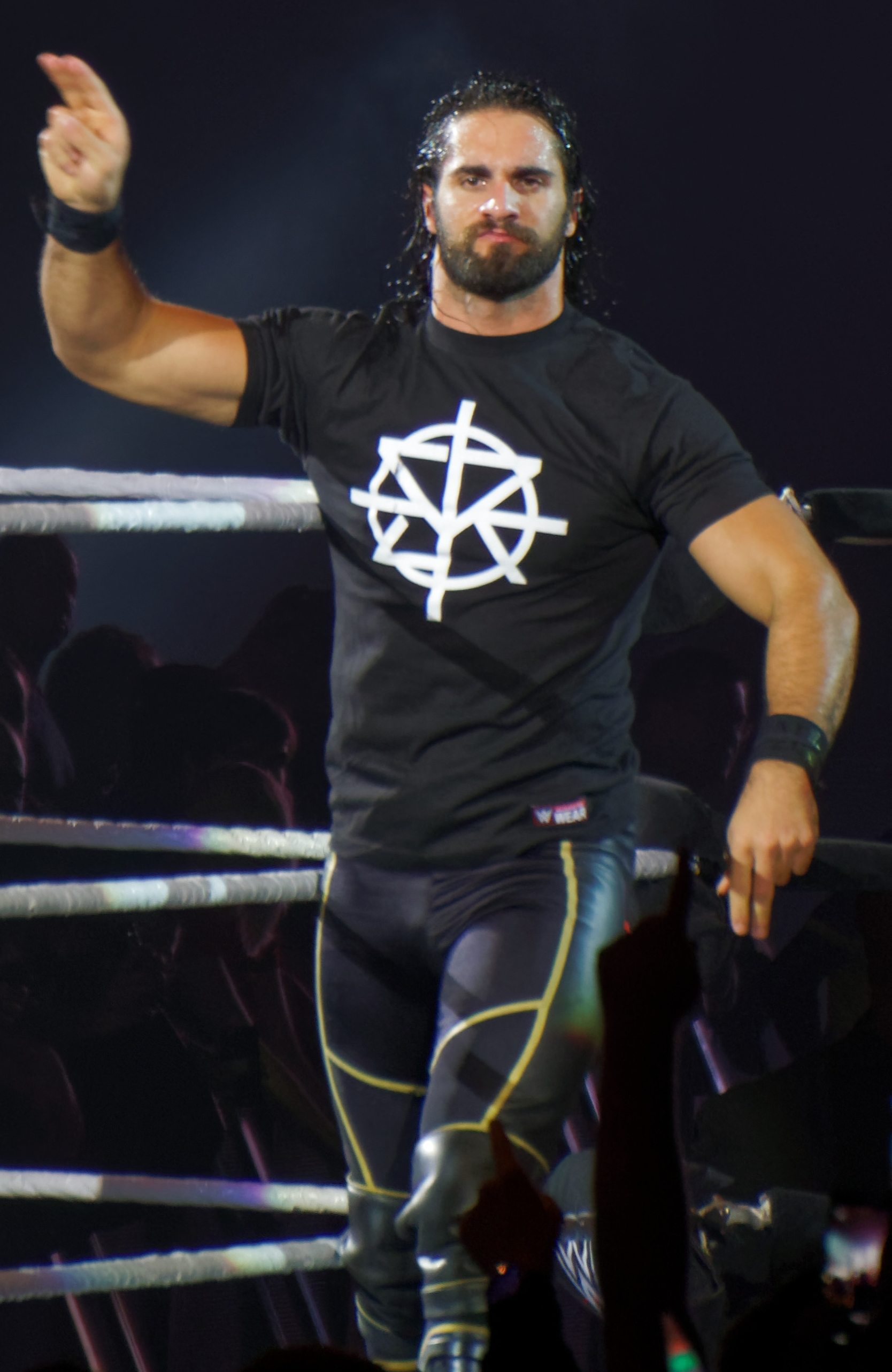
Zwycięzca męskiego Royal Rumble matchu 2019 Seth Rollins i po wygranej wyzwał do walki Brocka Lesnara o Universal Championship na WrestleManię 35.

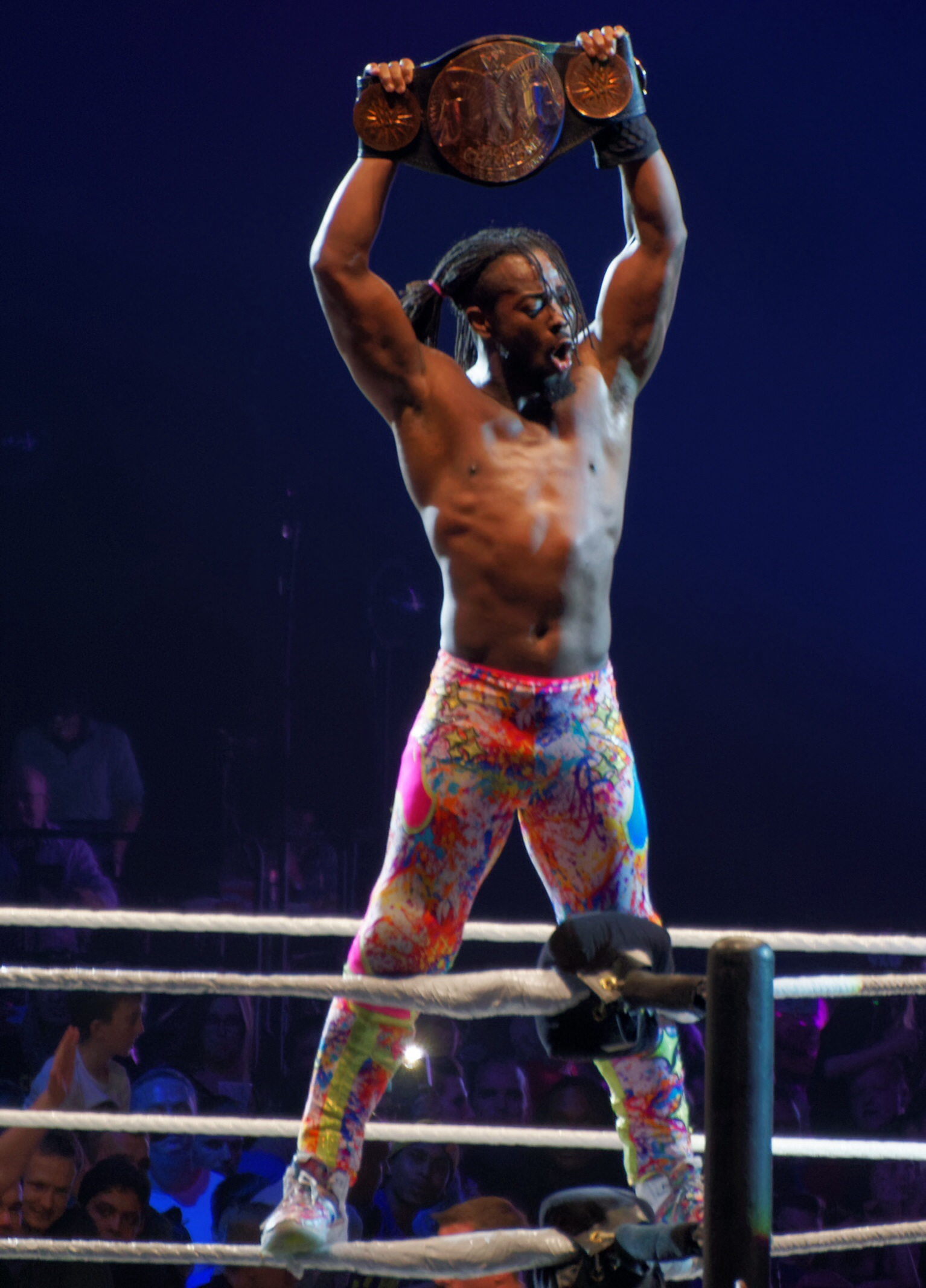
Kofi Kingston, który zmierzył się z Danielem Bryanem o WWE Championship na WrestleManii 35, była to jego pierwsza walka o światowe mistrzostwo po 11 latach w WWE.

Na Royal Rumble, Seth Rollins z Raw wygrał Royal Rumble match mężczyzn, zdobywając wybrany przez siebie walkę o światowe mistrzostwo na WrestleManii. Następnej nocy na odcinku Raw, adwokat Universal Championa Brocka Lesnara, Paul Heyman, próbował zniechęcić Rollinsa do rzucenia wyzwania Lesnarowi, co doprowadziło do bójki między Rollinsem i Lesnarem. Następnie Rollins postanowił rzucić wyzwanie Lesnarowi o Universal Championship na WrestleManii.
12 lutego na odcinku SmackDown, Kofi Kingston z The New Day był w ostatniej chwili zastępcą kontuzjowanego Mustafy Alego w Gauntlet matchu, aby ustalić, kto ostatni wejdzie do WWE Championship Elimination Chamber matchu. Kingston pokonał mistrza WWE Daniela Bryana i przetrwał ponad godzinę, zanim został wyeliminowany. Na Elimination Chamber, Bryan obronił tytuł w tytularnej walce, a Kingston był ostatnim wyeliminowanym wrestlerem. Na następnym odcinku SmackDown Kingston otrzymał walkę o WWE Championship na Fastlane po tym, jak przypiął Bryana w Six-man Tag Team matchu, w którym wzięli udział Kingston, AJ Styles i Jeff Hardy przeciwko Bryanowi, Samoa Joe i Randy’emu Ortonowi. Jednak w następnym tygodniu właściciel WWE Vince McMahon przerwał podpisanie kontraktu pomiędzy Bryanem i Kingstonem. Chociaż Vince chwalił Kingstona, zastąpił go powracającym Kevinem Owensem, stwierdzając, że Owens jest bardziej wykwalifikowany i bardziej zasługuje na okazję. Na odcinku SmackDown po Fastlane, The New Day (Big E, Kingston i Xavier Woods) skonfrontowali się z Mr. McMahonem za oszukanie Kingstona, by uwierzył, że został dodany do walki o tytuł na Fastlane. Mr. McMahon zdecydował, że jeśli Kingston wygra Gauntlet match, otrzyma walkę o WWE Championship z Bryanem na WrestleManii. Kingston następnie wygrał Gauntlet match, jednak Mr. McMahon dodał jeszcze jednego przeciwnika, którym był sam mistrz WWE, który pokonał Kingstona. Na odcinku z 26 marca The New Day teasowali opuszczenie WWE i ponownie zkonfrontowali się z Mr. McMahonem, który zdecydował, że Kingston faktycznie otrzyma walkę o mistrzostwo, jeśli Big E i Woods wygrają walkę Tag Team Gauntlet, co później to zrobili.
Na SmackDown 1000 16 października 2018, Batista, który ostatnio walczył w WWE w 2014 roku, wziął udział w ponownym zjednoczeniu Evolution. Pochwalił członka Evolution Triple H’a za zrobienie wszystkiego w biznesie wrestlerskim, z wyjątkiem pokonania go. Batista następnie zaatakował członka Evolution, Rica Flaira, przed obchodami 70. urodzin tego ostatniego w odcinku Raw z 25 lutego 2019, szukając uwagi Triple H’a. Batista zażądał ostatniej walki z Triple H’em na WrestleManii; Triple H zaakceptował i uznał warunek za walkę No Holds Barred. Batista oskarżył Triple H’a o to, że zawsze go przytrzymywał i zażądał, aby Triple H postawił swoją karierę na szali, a Triple H się zgodził.

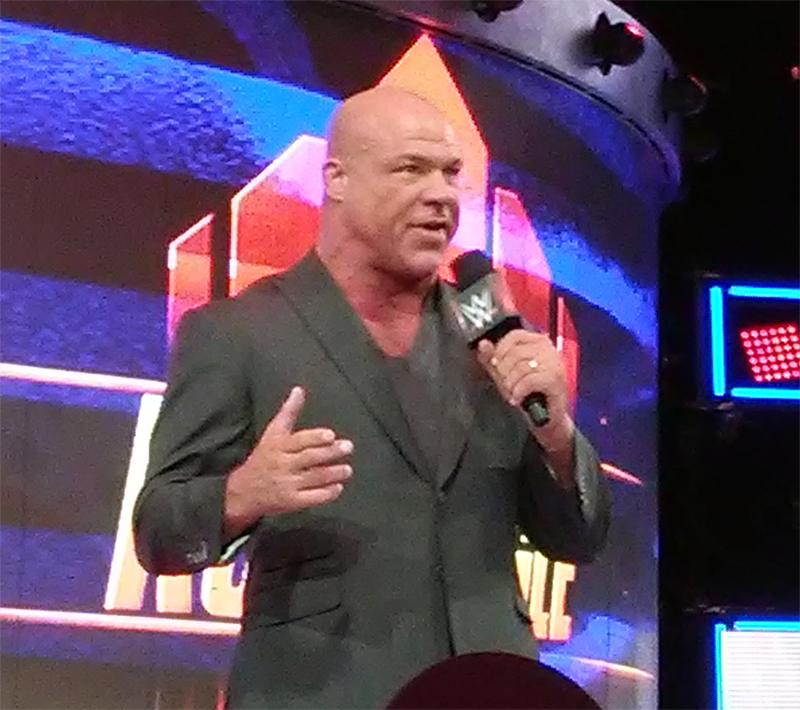
Kurt Angle miał swoją pożegnalną walkę na WrestleManii 35 przeciwko Baronowi Corbinowi.

11 marca na odcinku Raw, WWE Hall of Famer Kurt Angle rozpoczął swoją pożegnalną trasę, której kulminacją był pożegnalny pojedynek na WrestleManii. W następnym tygodniu Angle wybrał Barona Corbina na swojego ostatniego przeciwnika, ponieważ Corbin sprawiał Angle’owi wiele problemów podczas jego kadencji jako generalny menadżer Raw (2017–2018) i ostatecznie go zastąpił, tymczasowo stając się pełniącym obowiązki generalnego menadżera.
Na Crown Jewel, Shane McMahon wygrał WWE World Cup, zastępując w finale The Miza, który nie był w stanie rywalizować po przedmeczowej bójce. Następnie The Miz i Shane utworzyli Tag Team. Wygrali SmackDown Tag Team Championship na Royal Rumble, jednak stracili tytuł na Elimination Chamber. Po nieudanej próbie odzyskania tytułów w Fastlane, Shane zaatakował Miza i ojca Miza, który siedział w pierwszym rzędzie. Na odcinku SmackDown, Shane oskarżył Miza o użycie go i chciał go ponownie pobić i wyzwał Miza na pojedynek na WrestleManii. Miz rzucił Shane’owi wyzwanie, aby walka była Falls Count Anywhere matchem, a Shane się zgodził.
Po tygodniach lekceważących komentarzy na swój temat, Randy Orton wyeliminował AJ Stylesa w walce Elimination Chamber match o WWE Championship. Na Fastlane Orton zaatakował Eliasa od tyłu, ale Styles zaatakował go. Na następnym odcinku SmackDown, Orton poczuł się urażony, gdy Styles określił SmackDown jako „dom, który zbudował AJ Styles”, ponieważ Orton rozpoczął swoją karierę w WWE na SmackDown w 2002 roku, podczas gdy Styles spędził większość tego czasu w federacjach niezależnych, aż do swojego debiutu w WWE w 2016. Styles odpowiedział, że Orton przekazał mu wszystko, podczas gdy Styles musiał na to zapracować. Wyzwał Ortona na walkę na WrestleManii, a Orton przyjął wyzwanie.
Roman Reigns, który był na przerwie od występów z powodu białaczki od października 2018, powrócił na 25 lutego 2019 na odcinku Raw i stwierdził, że jego białaczka była w remisji. Po Fastlane, Drew McIntyre zaatakował Reignsa, pokonał innego członka The Shield Deana Ambrose’a w walce Falls Count Anywhere, pokonał innego członka The Shield, Setha Rollinsa, a następnie wyzwał Reignsa na pojedynek na WrestleManię. McIntyre twierdził, że zniszczył The Shield i wychował białaczkę i rodzinę Reignsa, co skłoniło Reignsa do przyjęcia wyzwania.
Po zostaniu inauguracyjnymi posiadaczkami WWE Women’s Tag Team Championship na Elimination Chamber, The Boss ’n’ Hug Connection (Bayley i Sasha Banks) oświadczyli, że będą bronić tytułów na Raw, SmackDown i NXT. One zachowały swoje mistrzostwa przeciwko Nią Jax i Taminą z Raw na Fastlane, a następnie wywołane przez The IIconics (Billie Kay i Peyton Royce) ze SmackDown. 18 marca na odcinku Raw, WWE Hall of Famer Beth Phoenix wyszła z emerytury, aby zreformować swój Tag team z Natalyą i walczyć o mistrzostwo na WrestleManii. Następnej nocy na odcinku SmackDown, The IIconics pokonało The Boss ’n’ Hug Connection w walce bez tytułu na szali. Następnie ogłoszono, że mistrzynie będą bronić tytułów przeciwko Jax i Taminie, Phoenix i Natalyi oraz The IIconics w Fatal 4-Way Tag Team matchu na WrestleManii.
Na Elimination Chamber, Finn Bálor pokonał Bobby’ego Lashleya i Lio Rusha w Handicap matchu i wygrał Intercontinental Championship Lashleya. Lashley odzyskał tytuł 11 marca na odcinku Raw dzięki pomocy Rusha. 25 marca Bálor zdobył kolejną walkę o tytuł na WrestleManii, pokonując Lashleya i Jindera Mahala w innej walce handicapowej, a Bálor ostrzegł Lashleya, że będzie walczył ze swoją alternatywną postacią, "Demonem".
2 kwietnia na odcinku SmackDown, host WrestleManii, Alexa Bliss, poinformowała The Usos (Jey Uso i Jimmy Uso), że rezygnacja z walki z The New Day z poprzedniego tygodnia była honorowa, ale będą miały konsekwencje. Następnie ogłosiła, że The Usos będą bronić SmackDown Tag Team Championship na WrestleManii w Fatal 4-Way Tag Team matchu przeciwko The Bar (Cesaro i Sheamus), Aleisterowi Blackowi i Ricochetowi oraz Rusevowi i Shinsuke Nakamurze.
19 lutego na odcinku 205 Live, generalny menadżer Drake Maverick ogłosił ośmioosobowy turniej, w którym zwycięzca zmierzy się z Buddym Murphym o WWE Cruiserweight Championship na WrestleMania 35 Kickoff. W ciągu następnych kilku tygodni Tony Nese, Drew Gulak, Oney Lorcan, Cedric Alexander, Kalisto, The Brian Kendrick, Humberto Carrillo i Akira Tozawa rywalizowali w turnieju, który wygrał Nese.
4 marca na odcinku Raw, Braun Strowman skonfrontował na backstage’u przez Saturday Night Live Colin Jost i Michaela Che; Jost zakwestionował zasadność profesjonalnego wrestlingu, co spowodowało, że Strowman uniósł go z dławieniem. W następnym tygodniu Che i Jost przeprosili i podarowali Strowmanowi zupełnie nowy samochód tylko po to, by Strowman mógł go zdemontować. 25 marca na odcinku Raw, Strowman wyzwał Josta do dołączenia do niego w André the Giant Memorial Battle Royalu. Che zgodził się w imieniu Josta, który z kolei zgodził się na udział Che.

## Wyniki walk
| Nr                                                                   | Wyniki | Stypulacje                                                                                               | Czas  |
| -------------------------------------------------------------------- | --- | --- | ----- |
| 1P                                                                   | Tony Nese pokonał Buddy’ego Murphy’ego (c) | Singles match o WWE Cruiserweight Championship                                                           | 10:40 |
| 2P                                                                   | Carmella wygrała eliminując jako ostatnią Sarah Logan                                                                                                  | 17-osobowy Battle Royal o WrestleMania Women’s Battle Royal Trophy                                       | 10:30 |
| 3P                                                                   | Curt Hawkins i Zack Ryder pokonali The Revival (Dasha Wildera i Scotta Dawsona) (c)                                                                    | Tag Team match o WWE Raw Tag Team Championship                                                           | 13:20 |
| 4P                                                                   | Braun Strowman wygrał eliminując jako ostatniego Colina Josta                                                                                          | 30-osobowy Battle Royal o André the Giant Memorial Trophy                                                | 10:20 |
| 5                                                                    | Seth Rollins pokonał Brocka Lesnara (c) (z Paulem Heymanem)                                                                                            | Singles match o WWE Universal Championship                                                               | 2:30  |
| 6                                                                    | AJ Styles pokonał Randy’ego Ortona | Singles match                                                                                            | 16:20 |
| 7                                                                    | The Usos (Jey Uso i Jimmy Uso) (c) pokonali Aleistera Blacka i Ricocheta, Ruseva i Shinsuke Nakamurę oraz The Bar (Cesaro i Sheamusa)                  | Fatal 4-Way Tag Team match o WWE SmackDown Tag Team Championship                                         | 10:10 |
| 8                                                                    | Shane McMahon pokonał The Miza | Falls Count Anywhere match                                                                               | 15:30 |
| 9                                                                    | The IIconics (Billie Kay i Peyton Royce) pokonały The Boss ’n’ Hug Connection (Bayley i Sashę Banks) (c), Nię Jax i Taminę oraz Beth Phoenix i Natalyę | Fatal 4-Way Tag Team match o WWE Women’s Tag Team Championship                                           | 10:45 |
| 10                                                                   | Kofi Kingston (z Xavierem Woodsem i Big E) pokonał Daniela Bryana (c) (z Rowanem)                                                                      | Singles match o WWE Championship                                                                         | 23:45 |
| 11                                                                   | Samoa Joe (c) pokonał Reya Mysterio poprzez techniczne poddanie                                                                                        | Singles match o WWE United States Championship                                                           | 0:58  |
| 12                                                                   | Roman Reigns pokonał Drew McIntyre’a | Singles match                                                                                            | 10:10 |
| 13                                                                   | Triple H pokonał Batistę | No Holds Barred match Jeśli Triple H przegra, będzie musiał zakończyć karierę ringową.                   | 24:45 |
| 14                                                                   | Baron Corbin pokonał Kurta Angle’a | Singles match                                                                                            | 6:05  |
| 15                                                                   | "The Demon" Finn Bálor pokonał Bobby’ego Lashleya (c) (z Lio Rushem)                                                                                   | Singles match o WWE Intercontinental Championship                                                        | 4:05  |
| 16                                                                   | Becky Lynch pokonała Rondę Rousey (c, Raw) i Charlotte Flair (c, SmackDown)                                                                            | Winner Takes All Triple Threat match o WWE Raw Women’s Championship i WWE SmackDown Women’s Championship | 21:30 |
| (c) – mistrz/mistrzyni przed walkąP – walka miała miejsce w pre-show | | |       |

Uwagi
1. ↑  Kolejność eliminacji: Maria Kanellis, Candice LeRae, Nikki Cross, Naomi, Ember Moon, Lana, Kairi Sane, Ruby Riott, Liv Morgan, Zelina Vega, Dana Brooke, Mandy Rose, Mickie James, Sonya Deville, Asuka, Sarah Logan
2. ↑  Kolejność eliminacji: Curtis Axel, Lince Dorado, Tyler Breeze, EC3, Shelton Benjamin, Bo Dallas, Heath Slater, Titus O’Neil, No Way Jose, Karl Anderson, Rhyno, Bobby Roode, Gran Metalik, Kalisto, Chad Gable, Konnor, Viktor, Luke Gallows, Otis, Tucker, Jinder Mahal, Luke Harper, Ali, Apollo Crews, Andrade, Matt Hardy, Jeff Hardy, Michael Che, Colin Jost

### Turniej o miano pretendenta do WWE Cruiserweight Championship
|  | Pierwsza runda 205 Live (26 lutego, 5 marca) | Pierwsza runda 205 Live (26 lutego, 5 marca) | Pierwsza runda 205 Live (26 lutego, 5 marca) |                  |           | Półfinały 205 Live (12 marca) | Półfinały 205 Live (12 marca) | Półfinały 205 Live (12 marca) |  |  | Finał 205 Live (19 marca) | Finał 205 Live (19 marca) | Finał 205 Live (19 marca) |  |
|  |                                              |                                              |                                              |                  |           |                               |                               |                               |  |  |                           |                           |                           |  |
|  | Tony Nese                                    | Tony Nese                                    | Pin                                          |                  |           |                               |                               |                               |  |  |                           |                           |                           |  |
|  | Tony Nese                                    | Tony Nese                                    | Pin                                          |                  |           |                               |                               |                               |  |  |                           |                           |                           |  |
|  | Kalisto                                      |                                              |                                              |                  |           |                               |                               |                               |  |  |                           |                           |                           |  |
|  |                                              | Tony Nese                                    | Tony Nese                                    | Pin              |           |                               |                               |                               |  |  |                           |                           |                           |  |
|  |                                              |                                              |                                              | Pin              |           |                               |                               |                               |  |  |                           |                           |                           |  |
|  |                                              |                                              | Drew Gulak                                   |                  |           |                               |                               |                               |  |  |                           |                           |                           |  |
|  | The Brian Kendrick                           |                                              |                                              |                  |           |                               |                               |                               |  |  |                           |                           |                           |  |
|  |                                              |                                              |                                              |                  |           |                               |                               |                               |  |  |                           |                           |                           |  |
|  | Drew Gulak                                   | Drew Gulak                                   | Sub                                          |                  |           |                               |                               |                               |  |  |                           |                           |                           |  |
|  | Drew Gulak                                   | Drew Gulak                                   | Sub                                          |                  | Tony Nese | Tony Nese                     | Pin                           |                               |  |  |                           |                           |                           |  |
|  |                                              |                                              |                                              |                  |           |                               |                               |                               |  |  |                           |                           |                           |  |
|  |                                              |                                              | Cedric Alexander                             |                  |           |                               |                               |                               |  |  |                           |                           |                           |  |
|  | Humberto Carrillo                            |                                              |                                              |                  |           |                               |                               |                               |  |  |                           |                           |                           |  |
|  |                                              |                                              |                                              |                  |           |                               |                               |                               |  |  |                           |                           |                           |  |
|  | Oney Lorcan                                  | Oney Lorcan                                  | Pin                                          |                  |           |                               |                               |                               |  |  |                           |                           |                           |  |
|  | Oney Lorcan                                  | Oney Lorcan                                  | Pin                                          | Oney Lorcan      |           |                               |                               |                               |  |  |                           |                           |                           |  |
|  |                                              |                                              |                                              |                  |           |                               |                               |                               |  |  |                           |                           |                           |  |
|  |                                              |                                              | Cedric Alexander                             | Cedric Alexander | Pin       |                               |                               |                               |  |  |                           |                           |                           |  |
|  | Cedric Alexander                             | Cedric Alexander                             | Cedric Alexander                             | Cedric Alexander | Pin       | Pin                           |                               |                               |  |  |                           |                           |                           |  |
|  | Cedric Alexander                             | Cedric Alexander                             |                                              |                  |           |                               |                               |                               |  |  |                           |                           |                           |  |
|  | Akira Tozawa                                 |                                              |                                              |                  |           |                               |                               |                               |  |  |                           |                           |                           |  |